# 10022 Zubov
10022 Zubov este un asteroid din centura principală de asteroizi.

## Descriere
10022 Zubov este un asteroid din centura principală de asteroizi. A fost descoperit pe 22 septembrie 1979 la Observatorul de Astrofizică din Crimeea de Nikolai Cernîh. El prezintă o orbită caracterizată de o semiaxă mare de 2,37 ua, o excentricitate de 0,13 și o înclinație de 5,4° în raport cu ecliptica.